# S/2003 J 4
S/2003 J 4 je Jupitrov naravni satelit (luna). Spada med  nepravilne lune z retrogradnim gibanjem. Je članica Pasifajine skupine Jupitrovih lun, ki krožijo okoli Jupitra v razdalji od 22,8 do 24,1 Gm in imajo naklon tira med 144,5°  in 158,3 °.
Luno S/2003 J 4 je leta 2003 odkrila skupina astronomov, ki jo je vodil Scott S. Sheppard z Univerze Havajev. 
Luna S/2003 J 23 ima premer okoli 2 km in obkroža Jupiter v povprečni razdalji 23,930.000 km. Obkroži ga v  755  dneh in 5 urah in 46 minutah po tirnici z veliko izsrednostjo (ekscentričnostjo), ki ima naklon tira okoli 147 ° glede na ekliptiko oziroma 149 °  na ekvator Jupitra. 
Njena gostota je ocenjena na 2,6 g/cm3, kar kaže, da je sestavljena iz kamnin. 
Luna izgleda zelo temna. Ima odbojnost 0,04. Njen navidezni sij je 23,0 m.